# D-36 (エンジン)

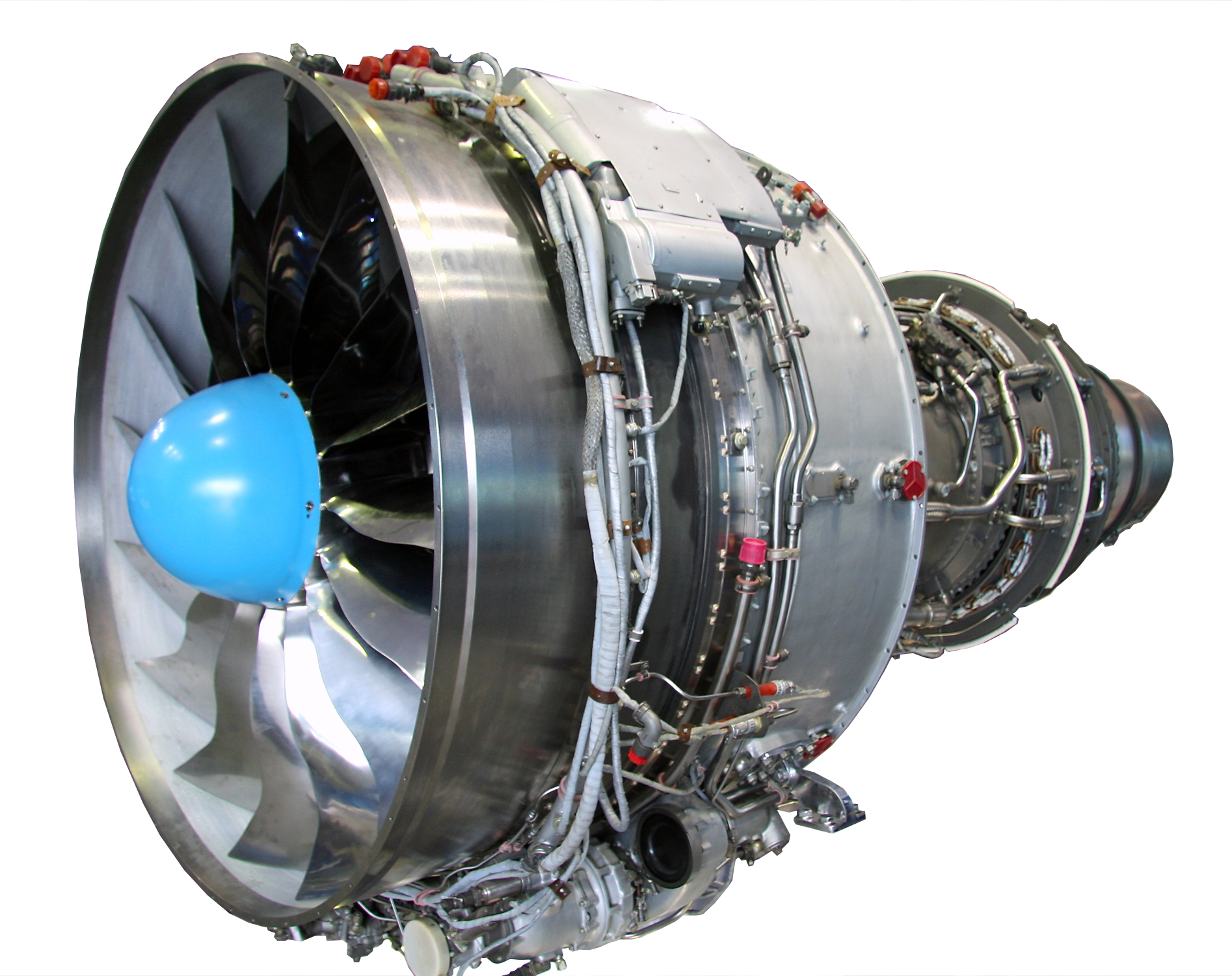
D-36MV

D-36（Д-36）は、ウクライナのイーウチェンコ＝プロフレースが生産する3軸式高バイパスターボファンエンジンである。イーウチェンコ・プロフレース D-36、ロタレフ D-36とも呼ばれる場合もある。
1970年代初頭に（当時のソ連の基準ではとても先進的だった）Yak-42、An-72、An-74の開発でウラジーミル・アレクセーエヴィチ・ロタエフの指導の下で開発が始まった。1971年から試運転が始まり、1974年に初飛行試験を行い、1977年から生産が開始された。
エンジンは、3段式のタービンで駆動される29枚のブレードで構成されるチタン製の単段式のファンを備え、外装部はアラミド繊維でできている。6段式の低圧圧縮機のブレードはチタン製で非冷却式の単段式の低圧タービンで駆動される。7段式の高圧圧縮機は鋼製のブレードでフィルム冷却と内部冷却による単段式の高圧タービンで駆動される。An-74TK 4A-300に搭載される派生型は逆推力装置を備える。

## 仕様
| 種類                | 推力（kN） | 始動時の バイパス比 | 総圧縮比 | ファン直径（m） | 全長（m） | 乾燥重量（kg） | 運用開始 | 搭載機      |
| ------------------- | ---------- | ------------------- | -------- | --------------- | --------- | -------------- | -------- | ----------- |
| D-36 シリーズ 1     | 63,75      | 5,6:1               | 20:1     | 1,333           | 3,930     | 1,124          | ?        | Yak-42      |
| D-36 シリーズ 1A/2A | 63,75      | 5,6:1               | 20:1     | 1,333           | 3,192     | 1,124          | ?        | An-72 An-74 |
| D-36 シリーズ 3A    | 63,75      | 5,6:1               | 20:1     | 1,333           | 3,192     | 1,124          | ?        | An-74       |
| D-36 シリーズ 4A    | 63,75      | ?                   | ?        | 1,333           | 3,732     | 1,130          | ?        | An-74TK-300 |